# Los Salias (khu tự quản)
Los Salias là một khu tự quản thuộc bang Miranda, Venezuela. Thủ phủ của khu tự quản Los Salias đóng tại San Antonio de Los Altos. Khự tự quản Los Salias có diện tích 51 km2, dân số theo điều tra dân số ngày 21 tháng 10 năm 2001 là 60723 người.